# مصطفى خليفة
مصطفى خليفة (مواليد 1948)، روائي وكاتب سياسي وطبوغرافي سوري.

## النشأة
ولد خليفة عام 1948 في جرابلس، سوريا. أمضى طفولته في حلب حيث بدأ في المشاركة في الأنشطة السياسية في سن المراهقة. ولذلك السبب، تم اعتقاله وإرساله إلى السجن مرتين. بعد إطلاق سراحه درس خليفة الفن والإخراج السينمائي في فرنسا، واعتقل في مطار دمشق بمجرد عودته من باريس. من عام 1982 إلى 1994، احتُجز خليفة دون محاكمة في مختلف سجون أمن الدولة، بما في ذلك سجن تدمر سيئ السمعة. أفادت الأكاديمية الوطنية للعلوم أنه سُجن للاشتباه في انضمامه إلى حزب العمل الشيوعي المحظور، بينما وفقًا لمصادر أخرى كان اعتقاله بتهمة الانضمام إلى جماعة الإخوان المسلمين، وذلك بسبب تقرير كتبه فيه أحد زملائه في الغربة.
اعتبرت منظمة العفو الدولية خليفة سجين رأي.

## أعماله

### روايات سيرة ذاتية

#### القوقعة: يوميات متلصص
نشر مصطفى خليفة أولى رواياته في سنة 2008 بعنوان القوقعة: يوميات متلصص. صرح خليفة أنه يعتبر روايته في السجن «وثيقة وشهادة». كان الناشرون العرب حذرين في البداية من طباعة رواية السيرة الذاتية تلك، والتي سُجِن فيها الشخصية الرئيسية (مثل المؤلف) لمدة ثلاثة عشر عامًا في عهد حافظ الأسد. ومع ذلك، تدخل المحرر والناشر الفرنسي-السوري فاروق مردم بك، وأصدر الكتاب مع الناشر الفرنسي "Actes Sud"، بعد أن ترجمته ستيفاني دوجول إلى الفرنسية بعنوان "La Coquille: Prisonnier politique en Syrie". وبعد عام نشرت دار الناشر العربية دار الآداب في بيروت الكتاب بلغته العربية الأصلية. تمت ترجمة الكتاب بعد ذلك إلى اللغة الإنجليزية بواسطة بول ستاركي ونشرته إنترلينك بوكس. كما تمت ترجمته إلى عدة لغات أخرى، بما في ذلك الإيطالية والإسبانية. في عام 2019 تم نشره باللغة الألمانية أيضًا.
وصف جوزيف ساسون الكتاب بأنه من «أقوى» اليوميات العربية في أدب السجون. ووصفت الرواية بأنها «واحدة من أكثر روايات أدب السجون العربية شهرة». بينما انتقد جورج جحا الرواية واصفًا إياها بالمخيبة للآمال، إذ رأى أنه على الرغم من قدرة مصطفى خليفة في السرد والتصوير، إلا أنه لا يحمل جديدًا سواء من ناحية المحتوى أو من ناحية الأسلوب، وأشار إلى سهولة توقع الأحداث من قبل القارئ. ومع ذلك، أشاد جحا بالأسلوب التشويقي في الرواية.

### أعمال أخرى

#### ماذا لو انتصر بشار الأسد؟
في عام 2012 نشرت سوريا حرية مقالاً لخليفة بعنوان ماذا لو انتصر بشار الأسد؟ حيث ناقش الكاتب «انتصاراً افتراضياً» للنظام السوري. ينظر خليفة في التداعيات المتوقع حدوثها على المستوى المحلي والإقليمي والدولي إذا انتصر النظام السوري على شعبه.

#### التقسيم المستحيل «حول تقسيم سوريا»
في عام 2013 نشرت مبادرة الإصلاح العربي ورقة بحثية لخليفة بعنوان التقسيم المستحيل لسوريا نسخة محفوظة 27 مارس 2019 على موقع واي باك مشين.. وصف غاري سي غامبيل دراسة خليفة بأنها «مناقشة ممتازة حول العوائق الديموغرافية التي تحول دون التقسيم». في الدراسة، يرى خليفة أن تقسيم سوريا على طول الحدود الطائفية سيؤدي إلى كارثة لأنه سيفشل في تحقيق السلام وسيكون أيضًا خطرًا على استقرار الدول المجاورة  يرسم خليفة التكوين العرقي والطائفي للمجتمع السور، ويناقش أيضًا الاقتصاد السوري، في محاولة لتحديد متى وكيف يمكن أن يحدث تشرذم أو تفتت. يجادل بأن هذه العوامل أدت إلى فشل التقسيم في عام 1922، والذي كان سيعطي العلويين السيطرة على دولة أصغر، وبالتالي، ففي نظره تقسيم سوريا لا يزال احتمالًا «مستحيلًا».

#### رقصة القبور: السرداب
صدر له رواية «رقصة القبور: السرداب» سنة 2016 عن دار الآداب للنشر والتوزيع ببيروت. يستهل مصطفى خليفة روايته بطرح سؤال وهو «ماذا لو لم يكن حافظ الأسد موجودا؟»، فاتحًا الأبواب أمام تخيل واسعٍ لمجريات التاريخ السوري، في ربط لمعالمه المتخيلة بفروض تاريخية حملت في طياتها حكايات من الأساطير الشعبية، عن قصص العرب القديمة بعد الإسلام وصراعاتهم التي أسست معالم الاقتتال الحالي بين الطوائف التي تنتسب لهذا الدين، والتي تستند في الكثير من حروبها على حكايات الماضي الذي تواترت أخباره بين أبناء كل طائفة. وتعد الطائفية إحدى أبرز الموضوعات التي تناقشها الرواية، والتي كان أساسها الحقد بين شخصيات الرواية. ووُصِفت الرواية بأنها «حكاية الواقع والخيال الذي يعد أساس الصراعات التي نعيشها، حكاية كل من مضوا بخسائرهم وانتصاراتهم التي أفضت اليوم إلى البحث الدؤوب عن انتصارات جــــديدة، وربما عن هزائم جديدة، ترسم معها تاريخا لم يعد بالإمكان الوثوق فيه». ووصف الباحث اللبناني زاهر عبد الباقي الرواية بأنها «درس في حكاية المهزومين»، موضحًا: «الرواية تقدم درسًا في الحقل الأدبي ليس فقط بوصفها حكاية المهزومين إنما كونها تعيد تشكيل التاريخ بخيالٍ ملقح بأحداثٍ حقيقية، فتأسرنا في برزخٍ أرق من جناح الفراشة بين ما هو حقيقة تاريخية وتوليفة خيالية».

## الجوائز
- جائزة ابن رشد لحرية الفكر 2015.[28][29][30]

## الحياة الشخصية
خليفة متزوج من الناشطة سحر البني وهي شقيقة الناشطين السياسيين أكرم البني وأنور البني.

### المنفى
على الرغم من صدور قرار بمنعه من السفر خارج سوريا، إلا أنه هاجر في عام 2006 إلى الإمارات العربية المتحدة، ثم انتقل إلى فرنسا - حيث لا يزال يعيش اليوم.